# Diritti LGBT in Ecuador

Posizione dell'Ecuador nel continente americano

I diritti delle persone lesbiche, gay, bisessuali e transgender (LGBT) in Ecuador sono migliorati significativamente negli ultimi decenni. L'attività omosessuale sia maschile che femminile è legale e le persone dello stesso sesso hanno accesso sia alle unioni civili che al matrimonio.
Nel 1998, l'Ecuador è diventato uno dei primi paesi al mondo a vietare costituzionalmente la discriminazione basata sull'orientamento sessuale. Dal 2008, le unioni civili con tutti i diritti del matrimonio (ad eccezione dell'adozione) sono disponibili per le coppie dello stesso sesso. Inoltre, le persone transgender ai sensi della legge sull'identità di genere del 2016 possono cambiare il loro genere legale unicamente sulla base dell'autodeterminazione, senza sottoporsi a un intervento chirurgico. L'Ecuador è anche uno dei pochi paesi al mondo ad aver vietato la terapia di conversione. Tuttavia, nel 2023 vi sono ancora centinaia di cliniche che promuovono le terapie di conversione.
Nel 2013, l'attivista gay Pamela Troya ha intentato una causa per eliminare il divieto di matrimonio tra persone dello stesso sesso. La causa si è concentrata principalmente sulla sentenza della Corte interamericana dei diritti umani in Atala Riffo and Daughters v. Chile e il suo parere del 2018 sul matrimonio omosessuale. Il caso Atala ha causato l'abolizione dei divieti di matrimonio tra persone dello stesso sesso in Messico e l'impegno del Cile a legalizzare il matrimonio tra persone dello stesso sesso. Inoltre, nel gennaio 2018, la Corte Interamericana dei Diritti Umani ha stabilito che il matrimonio tra persone dello stesso sesso è un diritto umano protetto dalla Convenzione Americana sui Diritti Umani. Di conseguenza, il 12 giugno 2019, la Corte costituzionale si è pronunciata con 5-4 voti a favore del matrimonio omosessuale, legalizzandolo in Ecuador.

## Storia
La conquista da parte degli spagnoli a partire dalla metà del XVI secolo introdusse il cristianesimo, in particolare il cattolicesimo romano, e i costumi religiosi che condannavano l'omosessualità come "peccaminosa" e "immorale" nella regione ora conosciuta come Ecuador. Per queste ragioni, la società ha sempre visto in modo negativo l'omosessualità, nonostante ci siano eccezioni soprattutto tra alcuni popoli indigeni, come lo Shuar. Mentre gli europei e l'Occidente hanno in genere considerato il rapporto anale come un segno di effeminazione, lo Shuar lo ha percepito come un segno di inganno. Infatti come si denota nel mito Shuar "la storia della volpe e del giaguaro", la volpe inganna il giaguaro per fare sesso anale, ma dopo essersene accorto, quest'ultimo la insegue per morderla. Il partner "passivo" (chiminiamnijikratin) e il partner "attivo" (chiminiamnijitiai) non erano considerati femminili.
La maggior parte della documentazione moderna sulla percezione dell'omosessualità da parte dell'Impero Inca deriva dall'Inquisizione spagnola ed è ancora oggetto di dibattito. Questi rapporti suggeriscono che l'omosessualità maschile fu punita in tutto l'Impero, probabilmente con la morte, eccetto che nel nord. Secondo alcune fonti, l'omosessualità e il travestimento erano tollerati come "atti di culto", comunemente praticati nei rituali religiosi e nei templi. Quariwarmi erano sciamani travestiti, incaricati di eseguire rituali in onore di Chuqui Hinchay, un dio di doppio genere giaguaro. Gli uomini effeminati sono stati chiamati hualmishcu o warminchu dagli Inca. Le relazioni lesbiche sembravano essere apprezzate dalla società Inca. Le lesbiche (note come holjoshta) godevano di molti privilegi e potevano anche partecipare a combattimenti e avevano la possibilità di mantenere relazioni promiscue tra di loro.

## Legge relativa all'attività sessuale tra persone dello stesso sesso
L'attività sessuale tra persone dello stesso sesso è legale in Ecuador dal 1997, quando il Tribunale costituzionale, nella causa n. 111-97-TC, ha ribaltato il primo paragrafo dell'articolo 516 del codice penale, che criminalizzava le attività sessuali tra persone dello stesso sesso. Nel 2014, è entrato in vigore un nuovo codice penale, il quale non include le norme che criminalizzavano le attività sessuali tra persone dello stesso sesso che erano state dichiarate incostituzionali.
L'età del consenso in Ecuador è di 14 anni, indipendentemente dal genere o dall'orientamento sessuale.

## Riconoscimento delle relazioni omosessuali
Articolo principale: Matrimonio tra persone dello stesso sesso in Ecuador
L'articolo 67 della Costituzione ecuadoriana adottata nel 2008 limitava il matrimonio all'unione di un uomo e di una donna. Tuttavia, l'articolo 68 prevede che le coppie dello stesso sesso in unioni stabili e monogame godano degli stessi diritti e obblighi delle coppie sposate, fatta eccezione per l'adozione.
L'unione stabile e monogama tra due persone senza altri legami matrimoniali che hanno una casa di diritto comune, per la durata e alle condizioni e circostanze previste dalla legge, godono degli stessi diritti e obblighi delle famiglie vincolate da vincoli di matrimonio formale.
In base all'articolo 68, le unioni civili per le coppie dello stesso sesso sono legali in Ecuador. Nell'agosto 2014, il presidente Rafael Correa ha firmato una risoluzione per consentire alle coppie dello stesso sesso di registrare le loro unioni.Consente inoltre alle unioni civili di essere registrate come dati complementari allo stato civile e ha creato un registro speciale per questi sindacati. L'ordinanza è entrata in vigore il 15 settembre. Nell'aprile 2015, l'Assemblea nazionale ha approvato una modifica del codice civile che ha codificato le unioni civili nella legge e ha eliminato il requisito della prova della convivenza per almeno due anni.

### Parere della Corte Interamericana dei Diritti Umani del 2018
Nel gennaio 2018, la Corte Interamericana dei Diritti Umani (IACHR) ha stabilito che la Convenzione Americana sui Diritti Umani impone e richiede il riconoscimento del matrimonio tra persone dello stesso sesso. La sentenza era pienamente vincolante per la Costa Rica e stabilisce un precedente vincolante per altri paesi dell'America latina e dei Caraibi, tra cui l'Ecuador.
A seguito della sentenza della IACHR, che ha stabilito che il matrimonio tra persone dello stesso sesso è un diritto umano, due coppie dello stesso sesso sono andate al Registro Civile di Cuenca, chiedendo licenze di matrimonio. Dopo che entrambi sono stati respinti per non essere una coppia di sesso diverso, hanno presentato causa in tribunale sostenendo che il rifiuto di riconoscere il loro matrimonio era discriminatorio, incostituzionale e una violazione della Convenzione americana sui diritti umani. Basandosi sulla sentenza della IACHR, due giudici di famiglia si sono pronunciati a favore delle coppie il 29 giugno 2018. I giudici ordinarono alla cancelleria civile di iniziare immediatamente la registrazione dei matrimoni tra persone dello stesso sesso. Tuttavia, la cancelleria civile ha impugnato la decisione dinanzi alla Corte costituzionale. Il 12 giugno 2019 la corte si è pronunciata a favore del matrimonio tra persone dello stesso sesso, rendendolo legale in tutto il paese.

## Adozione e genitorialità
L'articolo 68 della Costituzione dell'Ecuador recita: "La adopción corresponderá Sólo a parejas de distinto Sexo", ossia "L'adozione è consentita solo per le coppie di sesso diverso.; tuttavia la singola persona è autorizzata ad adottare un bambino, anche se le coppie eterosessuale ha la priorità.
Nel maggio 2018, la Corte Costituzionale dell'Ecuador ha ordinato al Registro Civile di registrare una bambina di sette anni come figlia di una coppia lesbica con entrambi i cognomi delle madri; il caso è stato depositato nel settembre 2012. La Corte ha stabilito che la mancata registrazione della figlia costituisce una violazione dei diritti dei bambini. Il voto è stato di 5 a 3, con un'astensione.

## Protezioni contro la discriminazione
L'Ecuador, nel 1998 divenne il primo paese delle Americhe, terzo nel mondo, ad includere l'orientamento sessuale come categoria protetta nella Costituzione. La traduzione non ufficiale dell'articolo 11(2) recita:
Tutte le persone sono uguali e godono degli stessi diritti, doveri e opportunità. Nessuno può essere discriminato per l'appartenenza etnica, luogo di nascita, età, sesso, identità di genere, identità culturale, stato civile, lingua, religione, ideologia, appartenenza politica, stato giuridico, condizione socioeconomica, stato migratorio, orientamento sessuale, stato di salute, portatore di HIV, disabilità, differenza fisica o qualsiasi altra caratteristica distintiva, personale o collettiva, temporanea o permanente, che potrebbe essere finalizzata o comportare la diminuzione o l'annullamento del riconoscimento, del godimento o dell'esercizio dei diritti. Tutte le forme di discriminazione sono punibili dalla legge. Lo Stato adotta misure di azione positiva che promuovano una reale uguaglianza a beneficio dei portatori di diritti che si trovano in una situazione di disuguaglianza.
Nel 2015, una riforma del diritto del lavoro ha reso illegale per i datori di lavoro di discriminare le persone a causa del loro orientamento sessuale.
Nel giugno 2018, il Ministero della Giustizia ha approvato una nuova politica sui diritti delle persone LGBT. La politica mira a garantire e rafforzare i loro diritti in materia di sanità, istruzione, lavoro, sicurezza, protezione sociale e giustizia.

## Identità ed espressione di genere
La legge sull'identità di genere approvata nel 2016, permette agli ecuadoriani di dichiarare la loro identità di genere invece del sesso assegnato alla nascita. La legge distribuisce nuove carte d'identità legali a coloro che desiderano cambiare sesso e nome di nascita.

## Terapia di conversione
Un gruppo attivista ecuadoriano "Fundación Causana", nel novembre 2011, ha avviato una petizione su Change.org per chiedere al Ministro della Salute ecuadoriano di chiudere più di 200 "ex cliniche gay" in quanto abusano e torturano i pazienti per "curarli" dall'omosessualità.

Le cliniche miravano principalmente alle lesbiche e operavano sotto la maschera di centri riabilitativi. Una coppia di genitori che aveva scoperto gli abusi sulla figlia, Paola Ziritti, aveva richiesto il rilascio della suddetta senza però riuscirci. Ziritti fu infine rilasciato dopo due anni di reclusione e fu il primo a sporgere denuncia formale contro le cliniche.
A seguito di tale avvenimento, gli attivisti hanno richiesto al governo di chiudere tutte le cliniche, ma solo 27 di 207 vennero chiuse nell'agosto 2011. Dopo 10 anni di proteste, la nazione dell'Ecuador - attraverso il Ministero della Sanità Pubblica - si è impegnato a sradicare la convinzione che l'omosessualità è una malattia e l'uso della tortura in queste cliniche.
Il Ministro della Salute Carina Vance Mafla ordinò poco dopo tre cliniche da razziare nelle vicinanze di Quito e salvò decine di donne.
In conclusione, l'articolo 151 del codice penale è stato modificato nel 2014 per vietare la terapia di conversione, equiparandola alla tortura. Le persone che intraprendono la pratica pseudoscientifica sono punite con 7-10 anni di reclusione.

## Condizioni di vita
Il primo gay pride in Ecuador ha avuto luogo a Quito nel 1998, in seguito all'abolizione della legge contro gli atti sessuali tra persone dello sesso da parte della Corte costituzionale. Tuttavia, l'Ecuador ha una cultura conservatrice e l'omosessualità tende ad essere vista in modo negativo dalla società.
Nell'ultimo decennio, molti gay pride sono stati organizzati nelle diverse città principali, con l'autorizzazione, protezione e partecipazioni delle autorità. Per esempio al gay pride di marzo 2011 a Guayaquil, vede presente Luzmila Nicolaide (il vice prefetto di Guayas), Gino Molinari (membro del consiglio comunale di Guayaquil) e Gina Godoy (membro dell'Assemblea nazionale) mentre la banda di polizia suonava canzoni tradizionali.
Ci sono stati anche festival cinematografici LGBT organizzati nelle principali città.

Il rapporto 2011 del U.S. Department of State sui diritti umani ha rilevato che:
La costituzione include il principio di non discriminazione e stabilisce la scelta dell'orientamento sessuale come un diritto. Sebbene la legge proibisca la discriminazione basata sull'orientamento sessuale, le persone gay, lesbiche e transgender hanno continuato a subire discriminazioni sia da parte di enti pubblici che privati. Le organizzazioni LGBT hanno riferito che le persone transgender hanno subito più discriminazione perché erano più visibili. I gruppi LGBT hanno affermato che la polizia e i pubblici ministeri non hanno indagato a fondo sulle morti di individui LGBT, anche quando vi era il sospetto che l'omicidio fosse dovuto all'orientamento sessuale o all'identità di genere. Organizzazioni LGBT e fonti mediatiche credibili hanno riferito che le persone LGBT sono state internate contro la loro volontà in centri di trattamento privati per "curarle" o "dehomosessualizzarle", anche se tale trattamento è illegale. Le cliniche avrebbero usato trattamenti crudeli, tra cui lo stupro, nel tentativo di cambiare l'orientamento sessuale delle persone LGBT. Nel mese di agosto[,] il governo ha riferito che ha chiuso 30 tali centri, ma le organizzazioni LGBT hanno riferito che altre cliniche illegali hanno continuato a operare. I membri della comunità LGBT hanno continuato a riferire che il loro diritto di accesso paritario all'istruzione formale è stato spesso violato. La popolazione LGBT coinvolta nel commercio sessuale ha denunciato situazioni di abuso, estorsione e maltrattamento da parte delle forze di sicurezza.
Nel 2012, il presidente Rafael Correa ha nominato Carina Vance Mafla, un'attivista lesbica, ministro della Salute del paese.
Nel 2017, circa 20.000 persone hanno marciato nella parata del Guayaquil Gay Pride. Per la prima volta, il comune di Guayaquil ha accettato di illuminare il Monumento Bolivar e San Martin con i colori dell'arcobaleno a sostegno dei diritti LGBT. Nel giugno 2017, la Casa Presidenziale è stata illuminata con colori arcobaleno. Nel 2018, più di 18.000 persone hanno partecipato alla marcia del Quito Pride.

### Commenti omofobi sulle elezioni del 2013
Durante la campagna delle elezioni generali ecuadoriane del 2013, Nelson Zavala (predicatore evangelico e candidato presidenziale), ha definito i gay "peccatori" e "immorali" e ha esposto che questi soggetti soffrono di "grave deviazione di condotta." A seguito di tali osservazioni omofobiche, Zavala è stato condannato da un tribunale elettorale e ha pagato circa 3.000 dollari di multa; inoltre gli è stato proibito di candidarsi, affiliarsi o partecipare a un qualsiasi movimento o partito politico per 1 anno. Gli attivisti LGBT hanno applaudito la sentenza come "punto di riferimento." Zavala ha impugnato il verdetto, ma la sentenza è stata rettificato in ultima istanza il 19 marzo 2013.

### Candidatura LGBTI
Nelle elezioni del 2013, l'attivista LGBTI Diane Marie Rodríguez Zambrano dell'Associazione Silueta X diventa la prima transgender a candidarsi a cariche pubbliche. In merito il presidente ecuadoriano Rafael Correa Delgado, dichiara il suo rispetto e l'ammirazione per Rodriquez. Mesi dopo quest'ultima viene invitata a cambiare la guardia presidenziale, nel dicembre 2013 guida la prima riunione del gruppo LGBTI con il presidente Rafael Correa. che si conclude con diversi accordi. Nel 2017 Rodriquez viene eletta all'Assemblea Nazionale e diventa la prima legista transgender del paese.

## Tabella riassuntiva
| Attività sessuale tra persone dello stesso sesso                                                                   | SI (dal 1997)                        |
| Pari età del consenso (14 anni)                                                                                    | SI (dal 1997)                        |
| Leggi antidiscriminazione solo in ambito lavorativo                                                                | SI (dal 1998)                        |
| Leggi antidiscriminazione nella fornitura di beni e servizi                                                        | SI (dal 1998)                        |
| Leggi contro la discriminazione in tutti gli altri settori (incl. discriminazione indiretta, incitamento all'odio) | SI (dal 1998)                        |
| Matrimoni tra persone dello stesso sesso                                                                           | SI (dal 2019)                        |
| Riconoscimento delle coppie dello stesso sesso                                                                     | SI (dal 2008)                        |
| Adozione per persone single indipendentemente dall'orientamento sessuale                                           | SI                                   |
| Adozione da parte di coppie dello stesso sesso                                                                     | NO                                   |
| Adozione congiunta da parte di coppie dello stesso sesso                                                           | NO (divieto costituzionale dal 2008) |
| Persone LGBT permesso di servire apertamente nel militare                                                          | SI (dal 2009)                        |
| Diritto di cambiare il genere legale                                                                               | SI                                   |
| Riconoscimento dell'identità di genere nelle carte d'identità                                                      | SI (dal 2016)                        |
| Paternità automatica per entrambi i coniugi dopo la nascita                                                        | SI (dal 2018)                        |
| Accesso alla fecondazione in vitro per lesbiche                                                                    | ?                                    |
| Terapia di conversione vietata                                                                                     | SI (dal 2014)                        |
| Surrogazione commerciale per coppie gay maschi                                                                     | ?                                    |
| Consentito di donare sangue agli Uomini che hanno rapporti sessuali con altri uomini                               | SI                                   |